# Museo Rietberg
Il Museo Rietberg è un museo con sede a Zurigo, in Svizzera, che espone arte asiatica, africana, americana e dell'Oceania. È il più grande museo d'arte incentrato sull'arte e il design non europei in Svizzera, il terzo museo più grande di Zurigo e il più grande museo gestito dalla città stessa di Zurigo. Nel 2007 ha ricevuto circa 157.000 visitatori.
Il Museo Rietberg ha una superficie di 17 acri (69 000 m²) all'interno del Rieterpark nel centro di Zurigo, sulla sponda occidentale del lago di Zurigo. È composto da diversi edifici storici: la Villa Wesendonck, la Remise (o "Deposito"), la Park-Villa Rieter e la Villa Schönberg. Nel 2007 è stato inaugurato un nuovo edificio, progettato da Alfred Grazioli e Adolf Krischanitz; l'aggiunta di questo edificio in gran parte sotterraneo, noto come "Smaragd", ha più che raddoppiato la superficie espositiva del museo.
Il Rieterpark si trova vicino alla stazione ferroviaria di Zurigo Enge ed è raggiungibile anche con la linea del tram n. 7 e la linea dell'autobus n. 33.

## Storia
All'inizio degli anni Quaranta la città di Zurigo acquistò il Rieterpark e la Villa Wesendonck. Nel 1949 la villa fu scelta, tramite referendum, per essere ricostruita e utilizzata per un museo dedicato alla collezione d'arte del barone von der Heydt, che questi aveva donato alla città nel 1945. Il museo fu realizzato nel 1951-52 dall'architetto Alfred Gradmann. Il Museo Rietberg fu inaugurato il 24 maggio 1952. Johannes Itten, pittore espressionista svizzero, fu direttore del museo fino al 1956.
Nel 1976 la città acquistò la villa Schönberg, che era minacciata di essere demolita, e la inaugurò nel 1978 come ampliamento del museo. Oggi la villa ospita anche una vasta biblioteca consultabile, gestita dal museo.

## Organizzazione e finanziamenti
Il Museo Rietberg è gestito dal dipartimento presidenziale della città di Zurigo. Nel 2007 impiegava circa cento persone. Circa la metà dei finanziamenti proviene dalla città, mentre l'altra metà viene raccolta attraverso biglietti, sponsor e donazioni. Le nuove acquisizioni della collezione provengono principalmente da donazioni.

## Pubblicazioni
Il museo ha creato una casa editrice interna poco dopo la sua fondazione nel 1952. Inizialmente pubblicava cataloghi delle opere d'arte asiatiche e africane del museo, oltre a brevi monografie. L'attività editoriale del museo è aumentata dal 1985, in connessione con le grandi mostre temporanee che ha organizzato da allora e ora pubblica circa cinque nuovi titoli all'anno.
Dal 1991 il museo pubblica anche Artibus Asiae, una rivista accademica semestrale sulle arti e l'archeologia dell'Asia.

## Scultura

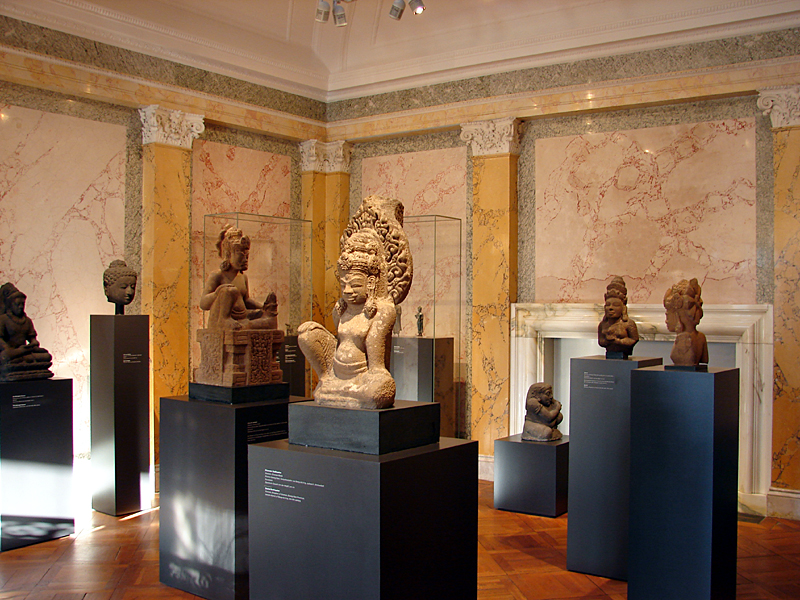
Sala espositiva della Villa Wesendonck
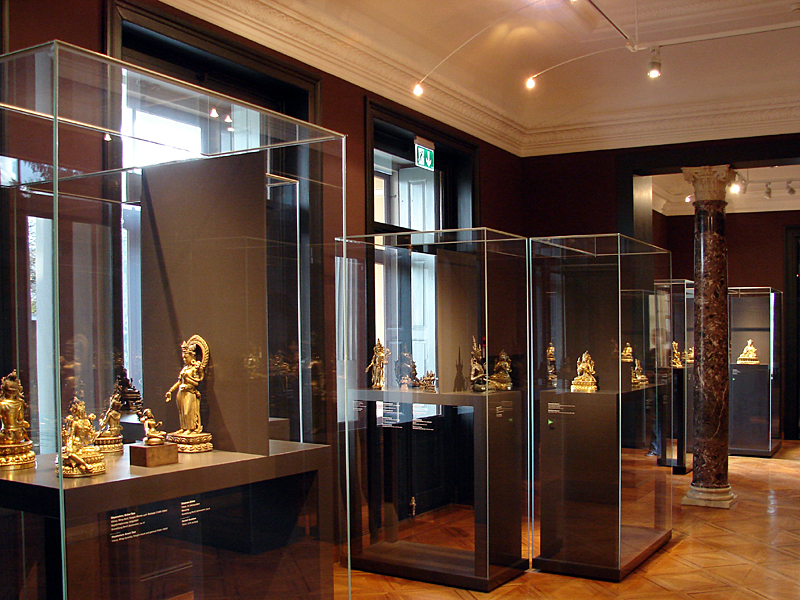
Sala espositiva della Villa Wesendonck
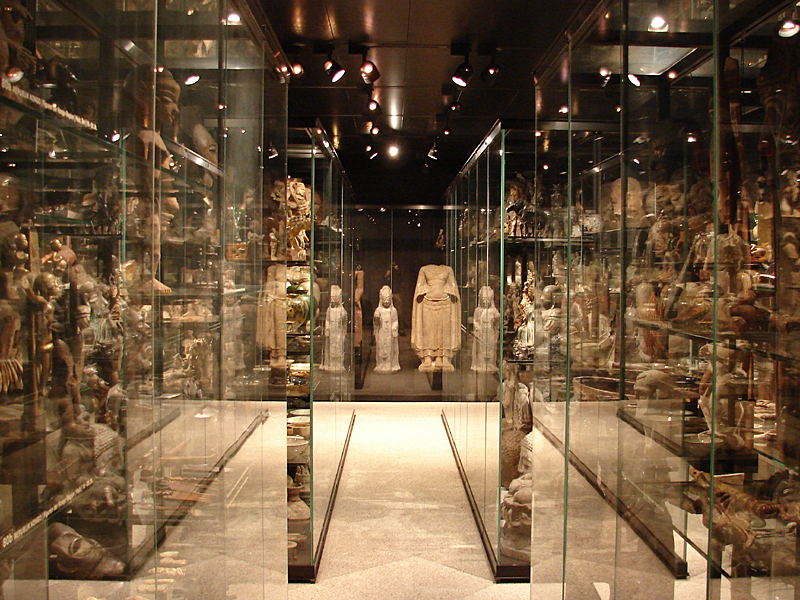
Depositi
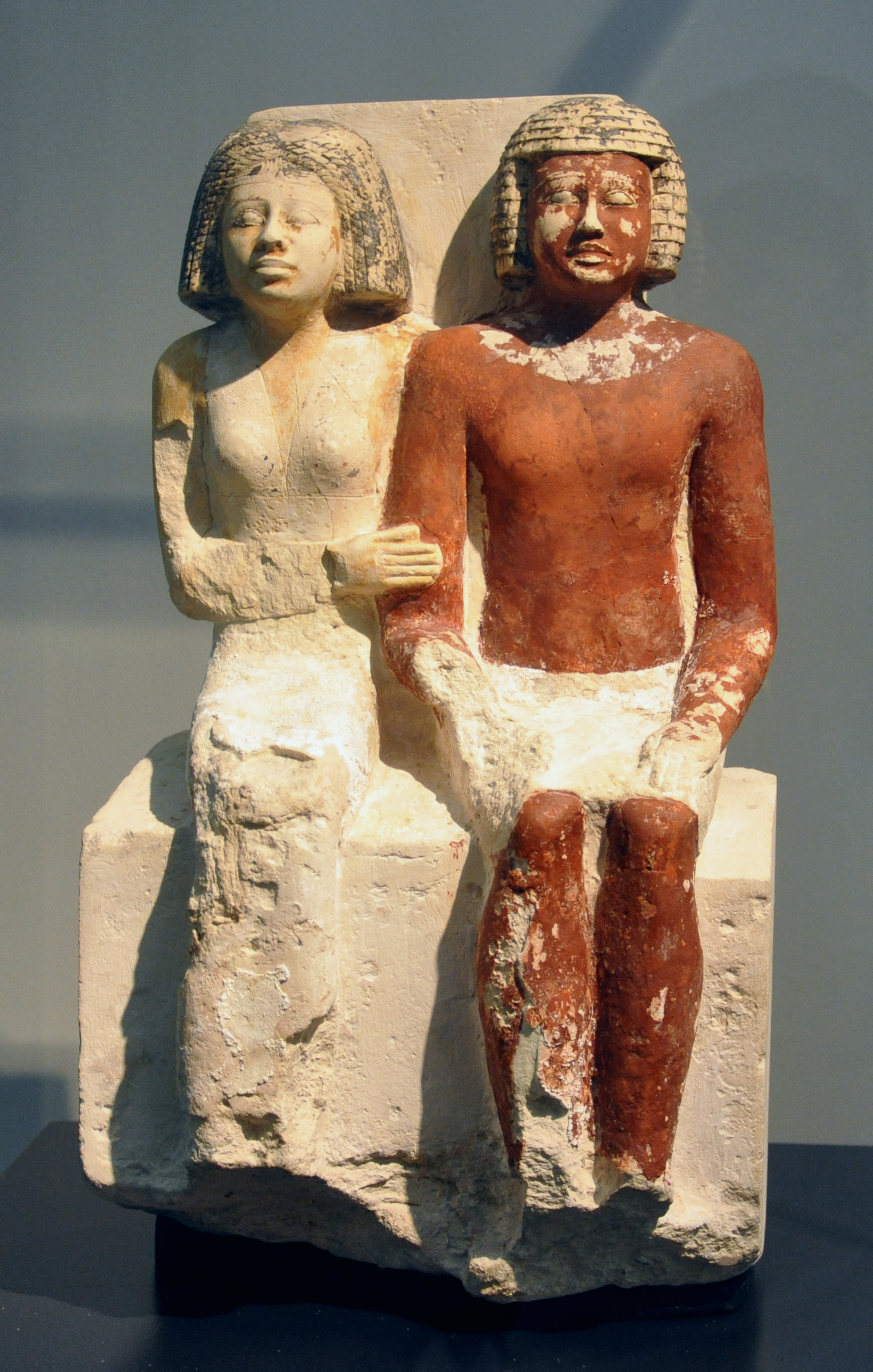
Coppia di figure, Egitto, c. 2400 BCE